# Тон Сатоми
Тон Сатоми (里見 弴 на японски, Ton Satomi на английски, 14 юли 1888 – 21 януари 1983) е псевдонимът на японския писател Хидео Яманоучи.
Иизвестен е с умелите си диалози и вещото боравене с японския език. Двамата му по-големи братя Икума Аришима и Такео Аришима също са писатели.

## Биография
Тон Сатоми е роден в Йокохама в заможното семейство Аришима, но впоследствие е осиновен от семейството на майка си, затова фамилното му име е Яманоучи. Учи в гимназия Гакушуин, където се ражда интересът му към литературата, и известно време посещава Токийския Имперски университет, но напуска през 1910 г., без да се дипломира.
Чрез брат си Икума се запознава с други писатели, също възпитаници на Гакушуин, включително Наоя Шига и Санеацу Мушанокоджи. Те формират литературен кръг, носещ името на тяхното литературно списание Бреза, публикувано за пръв път през 1911 година. Сатоми твърди, че той избира псевдонима си на случаен принцип, прелиствайки телефонния указател.
В ранните си години е редовен посетител в квартала на червените фенери Йошивара заедно с Шига, но впоследствие се жени за бившата гейша от Осака, Маса Яманака, и описва историята в романите Млад бамбук и Състраданието на Буда. Въпреки че той пише през 1913 и 1914 г., литературният му дебют се състои в списанието Chūōkōron през 1915 г.
Сатоми става ученик на Кьока Идзуми, след като текстовете му привличат вниманието на по-възрастния писател.
Стреми се да стои настрани от всякакви литературни школи и политически движения. Той пише много и е известен със своите автобиографични произведения и популяризирането на чисто литературни ценности. На Запад той е най-известен с Камелията, разтърсващ разказ, написан след Голямото земетресение в Канто през 1923 г., което се случва няколко месеца след самоубийството на брат му Такео Аришима. От 1932 г. преподава в университета Мейджи. Лауреат на наградата Кикучи Кан през 1940 година.

## Най-важни произведения
- Дзеншин акушин („Добро сърце, зло сърце“)
- Таджо бушшин („Състраданието на Буда“, 1922 – 1923)
- Анджо-ке но Кьодай („Братята Анджо“)
- Гокураку томбо („Безгрижникът“, 1961)